# Ferdinando Nelli Feroci
Ferdinando Nelli Feroci, född 18 december 1946 i Pisa, är en italiensk diplomat. Han var från 16 juli 2014 till 31 oktober samma år ledamot av Europeiska kommissionen med ansvar för näringsliv och företagande i kommissionen Barroso II.
Nelli Feroci har en juristexamen från Universitetet i Pisa och har tjänstgjort på italienska utrikesministeriet sedan 1970. Han utnämndes till ambassadör 2006 och var 2008-2013 Italiens ständiga representant till Europeiska unionen (EU-ambassadör). Efter att Antonio Tajani blivit invald i Europaparlamentet i valet 2014 utsågs Nelli Feroci till hans efterträdare i Europeiska kommissionen. Han avgick senare samma år när kommissionen Juncker tillträdde.